# Прісіан
Прісіан (рум. Prisian) — село у повіті Караш-Северін в Румунії. Входить до складу комуни Букін.
Село розташоване на відстані 320 км на захід від Бухареста, 28 км на схід від Решиці, 90 км на південний схід від Тімішоари.

## Населення
За даними перепису населення 2002 року у селі проживала 441 особа, з них 437 осіб (99,1%) румунів. Рідною мовою 437 осіб (99,1%) назвали румунську.